# G4mers
A G4mers foi criada em 2003, assumindo-se como a primeira revista online de videojogos portuguesa. Durante vários meses esteve acoplada ao SAPO, sob o domínio G4mers-Zone.sapo.pt. Em Dezembro de 2005, passou para o seu domínio actual, em G4mers.com.
O primeiro Director da G4mers foi Luis Burnay Andrade, cedendo o seu cargo a Bruno Dias, em Novembro de 2005.
A G4mers é propriedade da HTV Network, que também detém o portal de jogos War-Zone. Em conjunto, estes dois portais já arrecadaram dois galardões, um da Microsoft em 2003 e outro da prestigiada revista PC Guia, em 2005.
A G4mers apresenta notícias, análises, antevisões, imagens, vídeos, truques e outras coisas sobre diversas plataformas de videojogos. Nomeadamente, PC, PS2, PS3, PSP, Xbox 360, GameCube, GBA, Wii, Nintendo DS, e N-Gage.
Ocasionalmente também podem encontrar passatempos, com várias ofertas, desde jogos originais, tapetes para o rato e diversos acessórios.

## O nascimento da G4mers
A origem do G4mers remonta ao ano de 2001, tendo surgido a ideia em conversa com Luis Burnay Andrade. Durante a Minho Campus Party desse mesmo ano foi decidido avançar-se com o projecto. Por detrás da plataforma está um largo conjunto de nomes, tendo sido maioritariamente projectada por Vasco Oliveira, Marcelo Porto e Bruno Dias, mas contando com a colaboração de Miguel Braga, Ivo Silva e outros ilustres desconhecidos.
Foi o primeiro sítio online sobre videojogos e jogos de computador a assumir-se inteiramente como uma revista online, apresentando uma redacção e uma equipa editorial, e estando identificada legalmente como revista no Instituto de Comunicação Social, sobre o número 124 341/2003-10-24.
O arranque foi lento, mas comportando já todas as plataformas da vigente geração (5ª: PC, PS2, GameCube e GBA). Ao longo dos tempos têm sido acrescentadas novas plataformas.
A entrada da G4mers em cena abanou com o panorama dos videojogos online em Portugal, "forçando" os seus competidores directos a uma postura mais proactiva e a modernizar os seus portais. Mesmo assim, até à data, a G4mers continua a ser o único sítio online de videojogos em Portugal que marcou presença na E3.
Em 2004 e 2005, a G4mers esteve acoplada ao SAPO, sob o domínio G4mers-Zone.sapo.pt, o que levou a que muitos equacionam-se uma troca com o actual portal de jogos do SAPO, algo que nunca se veio a confirmar. Em Dezembro de 2005 foi abandonado o sufixo Zone, considerado obsoleto pela direcção, optando então por um URL mais pequeno e mais fácil para os visitantes, G4mers.com.
Actualmente, o portal já não se encontra activo tendo os seus conteúdos sido transferidos para o site http://ez.mygames.pt/. Esta mudança deveu-se á junção do "staff" da G4mers ao projecto MyGames.

## As análises da G4mers
As análises da G4mers têm seguido um caminho de evolução bastante acentuado, sendo hoje em dia consideradas das mais relevantes em língua portuguesa. Os analistas esforçam-se por mostrar toda a amplitude do jogo em análise, positiva e negativamente.
As análises da G4mers abordam os jogos de vários ângulos. Não se cingem aos pormenores técnicos nem às analogias puramente sensoriais, servindo assim para qualquer tipo de público, desde o jogador casual ao mais acérrimo.
Os leitores não são tratados como ignorantes, estando sempre explícito em cada análise todos os pormenores relevantes do jogo de forma meramente informativa, tentando sobretudo não influenciar a opinião do leitor uma série de trechos opinativos, como é apanágio de muita imprensa do mesmo ramo.
Além de informar, os textos da G4mers têm vindo a mostrar uma crescente preocupação formativa, usando termos complexos, mas devidamente explicados e contextualizados, fomentando a dispersão da cultura dos videojogos entre os leitores.
A pontuação é dada numa escala de 0 a 100.

## Os especiais da G4mers
A G4mers tem já uma tradição de dar bastante atenção às partes mais sérias da indústria dos videojogos, apresentando periodicamente artigos de opinião profundos sobre o que de mais relevante vai acontecendo. Desde a sua criação que têm tido uma presença física em feiras de videojogos de renome, tendo estado em todas as E3 desde 2004 e outros eventos de alto gabarito, como os eventos "X" da Microsoft e o "Summer Nights", da Electronic Arts.
A G4mers também está sempre atenta a projectos nacionais, tendo no Made in Portugal uma das rubricas de referência. Nessa rubrica são abordados novos projectos, em conversa com os seus criadores.

## O fórum da G4mers
No fórum da G4mers podem participar todos os utilizadores registados, trocando ideias sobre os mais diversos temas relacionados com videojogos e o quotidiano. Existe também uma zona de discussão onde os utilizadores podem trocar jogos entre si.
O fórum da G4mers encontra-se temporariamente acoplado ao fórum da War-Zone, à espera que lhe seja dada uma casa própria.